# Recusación
La recusación es dentro del derecho procesal, una forma de apartamiento de un juez de un proceso, cuando una parte considera que su imparcialidad se encuentra en duda. Es un acto procesal por el cual se impugna legítimamente su actuación y responde como mecanismo para garantizar la imparcialidad e independencia de los jueces en la correcta administración de justicia. Se encuentra relacionado con el derecho a la defensa en juicio y el principio acusatorio.

## Independencia e imparcialidad de los jueces
La independencia es un atributo de la personalidad del juez y se refiere a su posición con respecto a los otros poderes y dentro del mismo ámbito judicial, determina que sólo esté sometido a la ley y a la constitución. 
La imparcialidad más refiere a que el juez no se dejará llevar por interés/es subjetivos o prejuicios por fuera de la correcta aplicación de la ley y la solución justa para el caso concreto.

## Causales de la recusación
En el ámbito del Derecho Procesal Penal Argentino, dichas causas están expresadas en el Artículo 55 y subsiguientes del CPPN.  Establece que las partes, sus defensores o mandatarios, podrán recusar al juez sólo cuando exista uno de los motivos enumerados en dicho artículo los cuales son: 
- Si hubiera intervenido en el mismo proceso como funcionario del Ministerio Público, defensor, denunciante, querellante o actor civil, o hubiera actuado como perito o conocido el hecho como testigo, o si en otras actuaciones judiciales o administrativas hubiera actuado profesionalmente en favor o en contra de alguna de las partes involucradas.
- Si como juez hubiere intervenido o interviniera en la causa algún pariente suyo dentro del cuarto grado de consanguinidad o segundo de afinidad.
- Si fuere pariente, en los grados preindicados, con algún interesado.
- Si él o alguno de dichos parientes tuvieren interés en el proceso.
- Si fuere o hubiere sido tutor o curador, o hubiere estado bajo tutela o curatela de alguno de los interesados.
- Si él o sus parientes, dentro de los grados preindicados, tuvieren juicio pendiente iniciado con anterioridad, o sociedad o comunidad con alguno de los interesados, salvo la sociedad anónima.
- Si él, su cónyuge, padres o hijos, u otras personas que vivan a su cargo, fueren acreedores, deudores o fiadores de alguno de los interesados, salvo que se tratare de bancos oficiales o constituidos, bajo la forma de sociedades anónimas.
- Si antes de comenzar el proceso hubiere sido acusador o denunciante de alguno de los interesados, o acusado o denunciado por ellos.
- Si antes de comenzar el proceso alguno de los interesados le hubiere promovido juicio político.
- Si hubiere dado consejos o manifestado extrajudicialmente su opinión sobre el proceso a alguno de los interesados.
- Si tuviere amistad íntima, o enemistad manifiesta con alguno de los interesados.
- Si él, su cónyuge, padres o hijos, u otras personas que vivan a su cargo, hubieren recibido o recibieren beneficios de importancia de alguno de los interesados; o si después de iniciado el proceso, él hubiere recibido presentes o dádivas, aunque sean de poco valor.

## Forma y oportunidad de su planteamiento
El interesado en oponerla deberá presentarla bajo pena de inadmisibilidad por escrito que indique los motivos en que se basa y los elementos de prueba. Podrá ser interpuesta, durante la instrucción, antes de su clausura; en el juicio, durante el término de citación; y cuando se trate de recursos, en el primer escrito que se presente, o durante el plazo para interponer adhesiones.
Sin embargo, en caso de causal sobreviniente o de ulterior integración del tribunal, la recusación podrá interponerse dentro de las cuarenta y ocho (48) horas de producida o de ser aquella notificada, respectivamente.
Si el juez admitiere la recusación remitirá la causa, por decreto fundado, al que deba reemplazarlo; este proseguirá su curso inmediato, sin perjuicio de elevar los antecedentes pertinentes al tribunal correspondiente, si estimare que la recusación no tiene fundamento. El tribunal resolverá la incidencia sin trámite. 
En caso contrario, se remitirá el escrito de recusación con su informe al tribunal competente que, previa audiencia en que se recibirá la prueba e informarán las partes, resolverá el incidente dentro de las cuarenta y ocho (48) horas sin recurso alguno.
Aceptada la recusación, el juez recusado no podrá realizar en el proceso ningún acto, bajo pena de nulidad. Aunque posteriormente desaparezcan los motivos que determinaron aquellas, la intervención de los nuevos magistrados será definitiva.

## Jurisprudencia en Argentina
En el fallo “Llerena, horacio luis s/ abuso de armas y lesiones“, por primera vez la Corte Suprema declaró que viola la garantía constitucional de imparcialidad del juez una norma procesal que establece que aquel juez que ejerce funciones instructorias, recolección de prueba e investigación sea quien prosiga en el debate oral, juzgue y sentencie al imputado. Esto suele suceder en los delitos correccionales que su pena no excede los tres años. 
La defensa de Llerena recusó a la jueza, al cierre de la etapa instructoria, porque no podría asegurar su parcialidad si ya había dictado resoluciones desfavorables.
La jueza no aceptó lo actuado, pero la Corte desestimó su pedido porque si bien no se encuentra previsto entre las causales previstas en el artículo 55 CPPN se pone en tela de juicio un sistema de enjuiciamiento, lo cual reviste trascendencia institucional.
No debe ser confundida con una agresión a la honorabilidad.
La Corte Suprema finalmente hace lugar a la queja y declara admisible el recurso extraordinario.

## Recusación sin causa
En el Derecho de Estados Unidos y de Australia, se conoce como recusación sin causa (peremptory challenge, lit. impugnación perentoria) a la potestad de abogados y fiscales para rechazar a un cierto número de miembros del jurado popular sin aducir ninguna razón. Este método para la desinsaculación del jurado se realiza después de que el juez impugne a aquellos miembros que, razonadamente, no podrán llegar a un veredicto justo.
En todo caso, el juez puede limitar estas "peremptory challenges" si reconoce intenciones injustas por parte de la acusación o la defensa, como evitar que haya miembros de determinados grupos sociales dentro del jurado (véase Caso Batson contra Kentucky).